# Саманта Еггар
Вікторія Луїза Саманта Марія Елізабет Тереза Еггар (англ. Victoria Louise Samantha Marie Elizabeth Therese Eggar; нар. 5 березня 1939, Лондон, Велика Британія)— британська акторка. Призерка Каннського кінофестивалю та премії «Золотий глобус». Номінантка «Оскара» за головну роль у фільмі «Колекціонер» за романом Джона Фаулза.

## Біографія
Народилася в північному Лондоні, районі Гампстед, в сім'ї британського бригадного генерала Ральфа Еггар і його дружини Мюріель, предками якої були данці і португальці. Дитинство провела у графстві Бакінгемшир. З 5 до 17 років жила у жіночому монастирі. Захопилася сценою в шкільних п'єсах і концертах.
Мати була проти навчання Саманти в Королівській академії мистецтв, але дозволила дочці закінчити художню школу, а потім школу драматичного мистецтва Веббера Дугласа в Лондоні. Першою п'єсою Еггар стала шекспірівська «Сон літньої ночі».
У 1964 році одружилася з американським актором Томом Стерном. Народила доньку Дженну (акторка) та сина Ніколаса (кінопродюсер). У 1971 році розлучилася.

## Кар'єра
У 1961 році на сцені Королівського театру в Лондоні Саманту Еггар помітила кінопродюсерка, що запросила її на роль у фільмі «Дикі і спраглі» з Джоном Гертом і Єном Макшейном.
У 1965 році роль Міранди Грей у фільмі «Колекціонер» принесла Еггар кілька престижних номінацій, премію «Золотий глобус» і приз Каннського фестивалю. У 60-х Еггар виконала головні ролі в таких фільмах, як комедія «Іди, а не біжи» і мюзикл «Доктор Дуллітл». У 1970 році знімалася у «Моллі Мегуайресі» з Шоном Коннері і Річардом Гаррісом, а в 1972 році виконала головну жіночу роль в телесеріалі телеканалу CBS «Анна і король».
У 1980 році Канадська кіноакадемія відзначила участь Саманти Еггар в експериментальному фільмі Девіда Кроненберга «Виводок».
Саманта Еггар виступала запрошеною акторкою в кількох десятках телесеріалів, серед яких: «Санта-Барбара», «Зоряний шлях: Нове покоління», «Вона написала вбивство», «Коломбо», «Готель», «Корабель любові». У 2005—2006 виканала одну з ролей другого плану в американському телесеріалі «Головнокомандувач».

### Фільмографія
- 1999 — Дружина астронавта / The Astronaut's Wife — докторка Патраба
- 1996 — Фантом / The Phantom — Ліллі Палмер
- 1993 — Таємниці фірми / The Secrets of Lake Success (міні-серіал) — Діана Вестлі
- 1992 — Звести рахунки / Round Numbers — Ганна
- 1992 — Чорний кінь / Dark Horse — місис Кертіс
- 1990 — Привид в Монте-Карло / A Ghost in Monte Carlo (телефільм) — Жанна
- 1987 — Любов серед злодіїв / Love Among Thieves (телефільм) — Соланж Дюлак
- 1983 — Завіса / Curtains — Саманта Шервуд
- 1982 — Гарячий дотик / The Hot Touch — Саманта О'Браєн
- 1980 — Винищувач / The Exterminator — докторка Меган Стюарт
- 1979 — Виводок / The Brood — Нола Ка
- 1978 — Велика битва / Il grande attacco — Анналіз Екерман
- 1977 — Моторошні створіння / The Uncanny — Едіна Гамільтон
- 1976 — Семивідсотковий розчин / The Seven-Per-Cent Solution — Мері Морстен Вотсон
- 1973 — Подвійна страховка / Double Indemnity (телефільм) — Філліс Дітріхсон
- 1972 — Анна і король / Anna and the King (телесеріал) — Ганна Овенс
- 1971 — Небезпечне світло на краю землі / The Light at the Edge of the World — Арабелла
- 1970 — Дама в окулярах і з рушницею в автомобілі / The Lady in the Car with Glasses and a Gun — Деніель Ланг
- 1970 — Моллі Мегуайрес / The Molly Maguires — Мері Рейнс
- 1967 — Доктор Дуліттл / Doctor Dolittle — Емма Фейрфакс
- 1966 — Іди, а не біжи / Walk Do not Run — Христина Істон
- 1965 — Колекціонер / The Collector — Міранда Грей
- 1964 — Психея 59 / Psyche 59 — Робін
- 1962 — Доктор Кріппен / Dr. Crippen — Етель Ле Нев
- 1962 — Дикі і спраглі / The Wild and the Willing — Джозі

## Нагороди та номінації

### Номінації
1966 — Оскар — Найкраща жіноча роль — Колекціонер
1980 — Genie Awards — Найкраща іноземна акторка — Виводок

### Нагороди
1965 — Каннський кінофестиваль — Найкраща жіноча роль — Колекціонер
1966 — Золотий глобус — Найкраща акторка в драматичному фільмі — Колекціонер